# 矢崎芳夫
矢崎 芳夫（やざき よしお、1894年4月14日 - 1972年3月9日）は日本の医師、医学者、衛生学者。

## 経歴
長野県諏訪郡永明村（現茅野市）生まれ。1917年旧制東京慈恵医院医学専門学校卒業。1922年からドイツのフライブルク大学に留学し、細菌衛生学を学ぶ。帰国後の1925年に東京慈恵会医科大学教授となり、衛生学教室を創設。1956年には学長に就任した。
研究では特に、生物発光に関する研究、日光紫外線に関する研究で知られ、郷里の諏訪湖産のヌカエビの発光の本態が淡水棲発光バクテリアの感染によるものであることを発見（ホタルエビも参照）、また各種魚類における共棲発光の実例を実証した。戦後は日本で最初に蛍光顕微鏡を開発し、結核菌の検出などの実績を上げた。
勲三等・医学博士。